# 粉川哲夫
粉川 哲夫（こがわ てつお、1941年8月15日 - ）は、日本の批評家。パフォーマンス・アーティスト。
専門分野は、メディア論、現代思想、現象学。 ほか映画、思想、政治等について論評。伊仏の「自由ラジオ」を紹介し、実践する。

## 略歴
東京出身。上智大学文学部哲学科卒、早稲田大学大学院哲学専攻博士課程満期退学。
1972年から1989年まで和光大学非常勤講師。1975年から成城大学非常勤講師。1978年8月からニューヨーク大学客員研究員。1985年から東京大学自主講座講師。1986年から立教大学非常勤講師。1989年～1994年武蔵野美術大学造形学部映像学科教授。1994年から東京経済大学コミュニケーション学部教授。2012年定年。
1984年以後、パフォーマンスアーティストとしても活躍。「ラジオアート」を提唱し、ヨーロッパとカナダを中心に活動を展開する。2016年、その成果を『アキバと手の思考』にまとめる。 

## 著書
- 『主体の転換』未来社 1978年
- 『ニューヨーク街路劇場』北斗出版 1981年 ちくま学芸文庫、1993年
- 『批判の回路』創樹社 1981年
- 『メディアの牢獄 コンピューター化社会に未来はあるか』晶文社 1982年
- 『遊歩都市 もうひとつのオーストラリア』冬樹社 1983年
- 『都市の記憶』創林社 1984年
- 『ニューメディアの逆説』晶文社 1984年
- 『情報資本主義批判』筑摩書房 1985年
- 『ニューヨーク情報環境論』晶文社 1985年
- 『電子国家と天皇制』河出書房新社 1986年
- 『電子人間の未来』晶文社 1986年
- 『スペースを生きる思想』筑摩書房 ちくまライブラリー 1987年
- 『廃墟への映像』青土社 1987年
- 『ミクロポリティクス ポスト戦後政治の読み方』平凡社 1987年
- 『都市の使い方』弘文堂 1989年
- 『バベルの混乱 マスメディアは過激になれるか』晶文社 1989年
- 『カフカと情報化社会』未来社 1990年
- 『国際化のゆらぎのなかで』岩波書店 1991年
- 『情報のチャンネル』話の特集 1991年
- 『批評の機械 1 (政治の挑発)』未来社 1992年
- 『シネマ・ポリティカ 粉川哲夫映画批評集成』作品社 1993年
- 『もしインターネットが世界を変えるとしたら』晶文社 1996年
- 『映画のウトピア』芸術新聞社 2013年
- 『メディアの臨界 紙と電子のはざまで』せりか書房 2014年
- 『アキバと手の思考』せりか書房 2016年
- 『TETSUO KOGAWA RADIO-ART』UV Édition Paris 2019年

### 共編著
- 『これが「自由ラジオ」だ』編 晶文社 1983年
- 『思想の舞台 メディアへのダイアローグ』鶴見俊輔共著 田畑書店 1985年
- 『コミュニケーション事典』鶴見俊輔共編 平凡社 1988年
- 『花田清輝評論集』編 岩波文庫 1993年
- 『政治から記号まで 思想の発生現場から』フェリックス・ガタリ、杉村昌昭共著 インパクト出版会 2000年
- 『無縁のメディア 映画も政治も風俗も』三田格共著 Pヴァイン 2013年

### 翻訳
- ルドヴィク・ロブレクツ（フランス語版）, K.ヘルト『フッサールの現象学』せりか書房 1971年
- フリードリッヒ・バイスナー（ドイツ語版）『物語作者フランツ・カフカ』訳編 せりか書房 1976年
- ポール・ピッコーネ（英語版）『資本のパラドックスーネオ・マルクス主義をこえて』編訳 せりか書房 1981年

### 連載
- アキバ狂詩曲（月刊ラジオライフ 三才ブックス 1998年7月号-2001年5月号） - 毎号2ページの電子メディアに関するコラム。全35回。自由ラジオ、電子工作、電気街、ジャンク、インターネットなどについて書いた。
- 徘徊団　「24時間営業」の東京をさまよう（週間金曜日　2019年7月19日号-2020年12月4日号） - 深夜の東京を「徘徊」するルポ。コロナ禍のため全8回で中止。